# Инфинити Q30
Инфинити Q30 је компактни аутомобил који производи јапанска фабрика луксузних аутомобила Инфинити од 2015. године.

## Историјат
Нисанова премијум марка Инфинити је на салону аутомобила у Франкфурту септембра 2015. године представила потпуно нов модел под називом Q30. Први пут је приказан као концептно возило у Франкфурту 2013. године. Спољашњи дизајн је фактички остао исти као што је приказано на концептном возилу, а унутрашњост је израђена од квалитетних материјала. Q30 је резултат сарадње између Нисана и Мерцедес-Бенца. Механичку платформу дели са Мерцедесом А класе треће генерације. Нуди више пртљажног простора у односу на А класу; 368 l у поређењу са 340 l у А класи. Конкуренти су му, поред А класе, Ауди А3 и BMW серије 1.
Производи се у Нисановој фабрици у Сандерланду у Енглеској, а од 2017. године производња ће се одвијати и у Мексику.
Опремљен је са шестостепеним мануелним мењачем или седмостепеним са дуплим квачилом. Мотори који се уграђују су такође из А класе, бензински од 1.6 (122 и 156 КС), 2.0 (211 КС) и дизел-мотори од 1.5 (109 КС), 2.2 (170 КС).